# 高光大船
高光 大船（たかみつ だいせん、1879年5月11日 - 1951年9月15日）は、浄土真宗の僧侶。

## 生涯
石川県石川郡北間（現金沢市）の富豪高木家に生まれ、檀那寺の真宗大谷派専称寺に養子として入りのち住職。1908年真宗大学卒。七尾市で刑務所の教戒師を務め、清沢満之に師事。1916年藤原鉄乗、暁烏敏と並んで「加賀の三羽烏」と呼ばれ、一緒に金沢に愚禿社を設立し、雑誌『氾濫』を刊行。1926年から自坊で講習会を定期的に開いた。
高光一也の父。

## 著書
- 『生死を超える道』大東出版社 1937
- 『帰命の生活』丁子屋書店 1938
- 『新時代の仏教叢書 第8巻 新時代の浄土教』大東出版社 1938
- 『白日抄』丁子屋書店 1940
- 『高光大船著作集』全5巻　弥生書房

第1巻 (生死を超える道)　1973
第2巻 (帰命の生活)　1974
第3巻 (新時代の浄土教)　1974
第4巻 (道限りなし,化生(句集))　1975
第5巻 (白日抄,光焔,一人万人)　1974
- 『仏の考察』六芸書房 1973
- 『仏 生きて足れり』六芸書房 1974
- 『高光大船の世界』松原祐善責任編集 法蔵館 1989
- 『道ここに在り 高光大船の世界』福島和人,水島見一編 真宗大谷派宗務所出版部 2000

## 関連書籍
- 松田章一『直道の人 温かき仏者高光大船』北國新聞社出版局 1997
- 水島見一『近代真宗史論 高光大船の生涯と思想』法藏館 2004
- 同『信は生活にあり 高光大船の生涯』法藏館 2010